# Anabarhynchus striatifrons
Anabarhynchus striatifrons är en tvåvingeart som beskrevs av Lyneborg 2001. Anabarhynchus striatifrons ingår i släktet Anabarhynchus och familjen stilettflugor. Inga underarter finns listade i Catalogue of Life.